# マイケル・ウォルツ
マイケル・ジョージ・グレン・ウォルツ（英語: Michael George Glen Waltz）は、アメリカ合衆国の政治家、退役軍人。第2次トランプ政権下で、国家安全保障問題担当大統領補佐官を務めたほか、同政権の国連大使に指名されている。

## 経歴
フロリダ州ボイトンビーチ生まれ。バージニア陸軍士官学校卒業後、27年間米陸軍にて勤務した。特殊部隊であるグリーンベレーに選抜され、アフガニスタンや中東などに派遣された経験がある。ラムズフェルド、ゲーツ両元国防長官指揮下の国防総省で防衛政策担当ディレクターを務めたことがある。2023年に退役した。
2018年、フロリダ州第6区から下院議員に立候補し、当選した。2019年1月3日に就任宣誓を行った。

### 国家安全保障担当大統領補佐官
2025年11月11日、2期目の大統領就任に向けてドナルド・トランプはウォルツに国家安全保障担当大統領補佐官就任を要請し、翌日に正式に指名した。
2025年1月20日、国家安全保障担当大統領補佐官就任に伴い下院議員を辞職した。

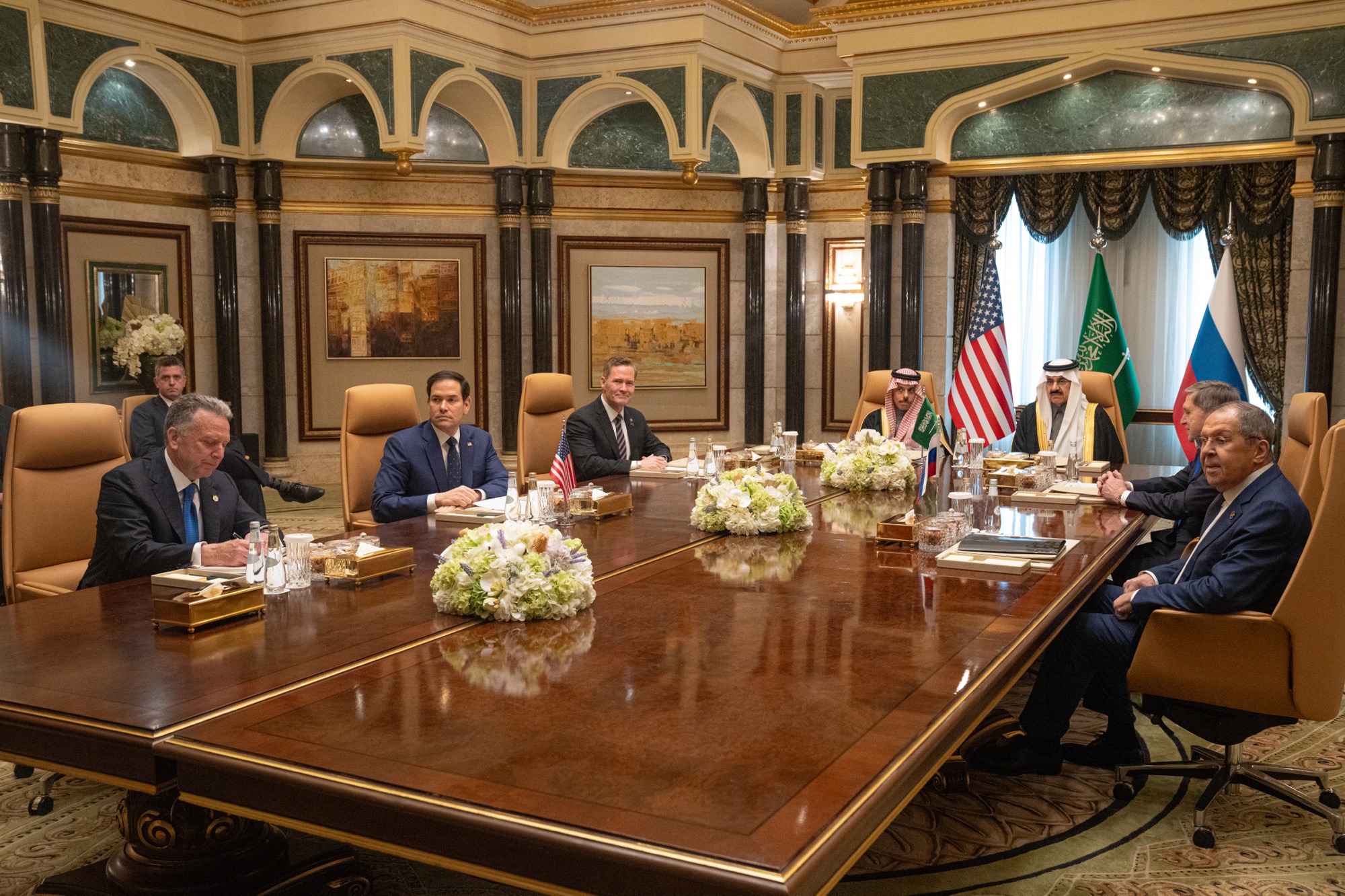
2025年2月18日、ロシア代表団と会談する様子。左側の一番奥がウォルツ

2025年2月18日、サウジアラビアのリヤドで行われたロシアのウクライナ侵攻和平に関するロシア代表団との協議で、アメリカの代表団に加わった。ウォルツの他にはマルコ・ルビオ国務長官、スティーブ・ウィトコフ中東担当特使がアメリカの代表団に加わった。
2025年3月24日に報じられた米政府のシグナルチャットリーク事件で、米紙『アトランティック』の編集長ジェフリー・ゴールドバーグを誤ってグループに追加した。ウォルツや国家安全保障会議の職員はシグナルで少なくとも２０個のチャットグループを作成し機密情報を協議していた。グーグルのGmailで公務日程などを受信していたとの報道もあり、情報管理の甘さに対して批判を受けた。
同年3月31日、米メディアにより副大統領のJ・D・バンスらがウォルツの更迭をトランプに提案していたことが報じられた。
同年5月1日、トランプはウォルツを国家安全保障担当大統領補佐官から解任し、国連大使に指名した。事実上の更迭とされる。